# Fissidentaceae
A família de briófitas Fissidentaceae, pertencente à ordem Dicranales e à classe Bryopsida, é composta por um único gênero: Fissidens. Esse gênero inclui cerca de 440 espécies. No Brasil, são reconhecidas 72 espécies, dentre elas sete são endêmicas, com maior concentração na Mata Atlântica (Bordin, 2022; Teixeira et al., 2022). Destacando-se pela ampla distribuição geográfica, ocorrendo em todos os biomas brasileiros e diversidade morfológica, devido a características marcantes, como lâmina vaginante, limbídio e dentes peristômicos divididos, sendo o nome do gênero derivado do latim, em referência à divisão dentária observada nessas estruturas (Pursell, 2007).

## Morfologia
A família é facilmente reconhecida em campo, porém há grande dificuldade na identificação das espécies, principalmente devido à variabilidade dos táxons (Bordin & Yano, 2012). Apresentam diferenças morfológicas e celulares bem demarcadas, sendo possível conhecer a família pela lâmina vaginante, a estrutura do fílidio com limbídio e pelo peristômio com dentes divididos. O nome do gênero Fissidens é de origem latina (Fissus = Fenda + dens = dente) e refere-se à divisão dos dentes do peristômio que segue até grande parte do seu comprimento (Micheline & Tamara, 2022).
Em Fissidentaceae, algumas espécies são muito semelhantes, e os caracteres utilizados para identificação são muito variáveis, tornando difícil a delimitação taxonômica das mesmas (Pursell, 2007; Bordin & Yano, 2013). Assim, a presença e/ou ausência do limbídio, papilas, tipo de costa, peristômio e nódulo hialino são os caracteres mais usados na identificação (Pursell, 2007). O limbídio é formado por células prosenquimatosas, hialinas ou amareladas, podendo ser uniestratoso ou pluriestratoso. Já as células do fílidio podem ser lisas ou ornamentadas (unipapilosa, pluripapilosa ou porrada), caracter usado para reconhecimento da família. Existem diferentes tipos de costa; na família Fissidentaceae é simples, ocupando geralmente o meio do fílidio entre a lâmina dorsal e a lâmina vaginante e apical. Segundo Bruggeman-Nannenga (1990), existem três tipos de costa: o tipo bryoides, com duas células guias e duas bandas laterais; o tipo taxifolius, com duas células guias ou mais e duas bandas laterais; e o tipo oblongifolius, com até 16 células guias e três bandas.

## Relações filogenéticas
Na Amazônia, estudos realizados na Estação Científica Ferreira Penna (ECFPn), localizada na Floresta Nacional de Caxiuanã, Pará, evidenciam a diversidade da família Fissidentaceae em regiões tropicais bem preservadas. Na área, composta predominantemente por mata de terra firme, foram identificadas 84 espécies de briófitas, distribuídas em 37 gêneros e 19 famílias. Entre elas, a espécie Fissidens pauperculus M. Howe, foi registrada pela primeira vez na Amazônia brasileira, destacando a relevância de estudos taxonômicos em áreas pouco exploradas (Moraes & Lisboa, 2009). De forma geral, o gênero Fissidens possui uma história de classificações diversificadas. Pursell & Bruggeman-Nannenga (2004) consolidaram uma abordagem baseada em características morfológicas, classificando o gênero em quatro subgêneros: Fissidens, Pachyfissidens, Aloma, e Octodiceras. Posteriormente, Suzuki et al. (2018) revisaram essa classificação, redefinindo e reduzindo os subgêneros para Fissidens, Pachyfissidens, e Neoamblyothallia, com base em análises moleculares mais completas. Outros estudos moleculares contam com revisões mais detalhadas da filogenia do gênero, utilizando marcadores genéticos que se mostram os mais eficientes para categorizar subgrupos taxonômicos dentro da família (Teixeira et al. 2024). No Brasil, trabalhos recentes combinaram dados moleculares e morfológicos para testar o monofiletismo do gênero e propor novas hipóteses filogenéticas (Carvalho-Silva et al. 2017). Dessa forma, a combinação de análises moleculares e morfológicas é essencial para compreender a evolução e a diversidade do gênero Fissidens. Essas abordagens vêm resultando em classificações mais precisas, revelando novos táxons e características taxonômicas importantes. A história evolutiva do gênero, especialmente na América Latina, está fortemente associada à adaptação e diversificação em regiões tropicais, reforçando a importância de investigações em áreas megadiversas como a Amazônia (Suzuki et al. 2018). 

## Lista de espécies brasileiras
No mundo são conhecidas aproximadamente mais de 400 espécies, sendo que destas, 93 são citadas para o Neotrópico cerca 70 para o Brasil. Como resultado de estudos entre os anos de 2008 e 2009 e de material depositado nos diversos estados brasileiros e estrangeiros, foram encontrados cerca de 72 táxons de Fissidens no Brasil. Uma nova espécie foi descrita: Fissidens pseudoplurisetus Bordin, Pursell & O. Yano; três novas ocorrências para o Brasil foram encontradas: Fissidens ecuadorensis Pursell & Brugg.-Nann., Fissidens steerei Grout e Fissidens yucatanensis Steere; um novo sinônimo foi designado e 33 táxons tiveram sua distribuição geográfica ampliada para 21 estados brasileiros (Juçara Bordin & Olga Yano, 2012 ) 

### Devido à grande diversidade e distribuição das espécies de Fissidens no Brasil, a tabela abaixo organiza a lista de espécies
| Família        | Gênero    | Espécie                                 | Variedade/Subespécie (se aplicável) |
| -------------- | --------- | --------------------------------------- | ----------------------------------- |
| Fissidentaceae | Fissidens | Fissidens acacioides                    |                                     |
|                |           | Fissidens acacioides var. brevicostatus | (Pursell et al.) Pursell            |
|                |           | Fissidens acacioides var. immersus      | (Mitt.) Pursell                     |
|                |           | Fissidens adiantoides                   | Hedw.                               |
|                |           | Fissidens allionii                      | Broth.                              |
|                |           | Fissidens amazonicus                    | Pursell                             |
|                |           | Fissidens amoenus                       | Müll. Hal.                          |
|                |           | Fissidens anguste-limbatus              | Mitt.                               |
|                |           | Fissidens angustifolius                 | Sull.                               |
|                |           | Fissidens asplenioides                  | Hedw.                               |
|                |           | Fissidens berteroi                      | (Mont.) Müll.Hal.                   |
|                |           | Fissidens brachypus                     | Mitt.                               |
|                |           | Fissidens brevipes                      | Besch.                              |
|                |           | Fissidens bryoides                      | Hedw.                               |
|                |           | Fissidens crispus                       | Mont.                               |
|                |           | Fissidens cryptoneuron                  | P. de la Varde                      |
|                |           | Fissidens curvatus                      | Hornsch.                            |
|                |           | Fissidens dendrophilus                  | Brugg.-Nann. & Pursell              |
|                |           | Fissidens dissitifolius                 | Sull.                               |

|  |  | Fissidens ecuadorensis                      | Pursell & Brugg.-Nann.    |
|  |  | Fissidens elegans                           | Brid.                     |
|  |  | Fissidens flabellatus                       | Hornsch.                  |
|  |  | Fissidens flaccidus                         | Mitt.                     |
|  |  | Fissidens gardneri                          | Mitt.                     |
|  |  | Fissidens goyazensis                        | Broth.                    |
|  |  | Fissidens guianensis                        | Mont.                     |
|  |  | Fissidens guianensis var. guianensis        |                           |
|  |  | Fissidens guianensis var. paacas-novosensis | Pursell & Reese           |
|  |  | Fissidens gymnostomus                       | Brugg.-Nann.              |
|  |  | Fissidens hornschuchii                      | Mont.                     |
|  |  | Fissidens inaequalis                        | Mitt.                     |
|  |  | Fissidens intromarginatus                   | (Hampe) Mitt.             |
|  |  | Fissidens juruensis                         | Broth.                    |
|  |  | Fissidens lagenarius                        | Mitt.                     |
|  |  | Fissidens lagenarius var. lagenarius        |                           |
|  |  | Fissidens lagenarius var. muriculatus       | (Spruce ex Mitt.) Pursell |
|  |  | Fissidens leptophyllus                      | Mont.                     |
|  |  | Fissidens lindbergii                        | A. Jaeger                 |
|  |  | Fissidens minutipes                         | (Müll. Hal.) Pursell      |

|  |  | Fissidens obtusatulus                   | (Müll. Hal.) Broth.      |
|  |  | Fissidens oediloma                      | Müll. Hal. ex Broth.     |
|  |  | Fissidens ornatus                       | Herzog                   |
|  |  | Fissidens pallidinervis                 | Mitt.                    |
|  |  | Fissidens palmatus                      | Hedw.                    |
|  |  | Fissidens pellucidus                    | Hornsch.                 |
|  |  | Fissidens pellucidus var. pellucidus    |                          |
|  |  | Fissidens pellucidus var. asterodontius | (Müll. Hal.) Pursell     |
|  |  | Fissidens pellucidus var. papilliferus  | (Broth.) Pursell         |
|  |  | Fissidens perfalcatus                   | Broth.                   |
|  |  | Fissidens prionodes                     | Mont.                    |
|  |  | Fissidens pseudoplurisetus              | Bordin, Pursell & O.Yano |
|  |  | Fissidens radicans                      | Mont.                    |
|  |  | Fissidens ramicola                      | Broth.                   |
|  |  | Fissidens rigidulus                     | Hook. f. & Wilson        |
|  |  | Fissidens santa-clarensis               | Thér.                    |
|  |  | Fissidens saprophilus                   | Broth.                   |
|  |  | Fissidens scalaris                      | Mitt.                    |
|  |  | Fissidens scariosus                     | Mitt.                    |

## Ocorrência no Brasil
A família Fissidentaceae Schimp. possui ampla distribuição geográfica, estando presente em todas as regiões geográficas e biomas brasileiros, com maior número de táxons na região Sudeste, seguida por Sul, Nordeste, Centro-Oeste e Norte. O bioma Mata Atlântica possui a maior quantidade de espécies, seguido pelo Cerrado, Amazônia, Caatinga, Pampa e Pantanal (Bordin & Yano, 2012). Alguns táxons estão ameaçados dentro das categorias e critérios da IUCN, com classificação criticamente em perigo, em perigo e vulnerável.